# Charles-Tanguy Le Roux
Pour les articles homonymes, voir Le Roux.
Charles-Tanguy Le Roux (né en 1941 à Quimper) est un conservateur général du patrimoine de Bretagne à la retraite. Il est également un préhistorien réputé, spécialiste du Néolithique et du mégalithisme armoricain. Il est auteur de nombreuses recherches et publications sur ce thème.

## Biographie
Charles-Tanguy Le Roux a pris sa retraite le 1er novembre 2002.
Il s’est rendu à Holic, en Slovaquie (à proximité de la frontière), en mai 2004 et a rédigé un rapport, aussitôt communiqué aux autorités archéologiques slovaques, confirmant que des pierres découvertes en 1988 et conservées sur une place publique avaient été travaillées par l’homme et avaient pu être utilisées, sous la forme qu’elles ont encore aujourd’hui, peut-être dès l’âge du bronze, pour une réalisation culturelle monumentale. Il a jugé importante cette découverte et n’a pas exclu que d’autres sites de ce type puissent être découverts dans la région.
L’ambassade de France avait organisé la mission de cet expert après avoir découvert l’existence de ces mégalithes grâce au livre Kamene zabudnuteho casu du docteur Rudolf Irsa qui avait bien mesuré la valeur archéologique de ces pierres dès leur mise à jour en 1988, à l’occasion de travaux de construction, et avait par la suite obtenu la conservation d’une vingtaine d’entre elles sur une place publique.
En 2006, il a été nommé membre du comité scientifique pour l’étude et la valorisation du site de Carnac (Morbihan), institué, auprès du directeur de l’Architecture et du Patrimoine, et chargé de conseiller le ministère de la Culture et de la Communication sur le programme, la nature et la mise en œuvre des études et investigations à mener dans le cadre du projet d’aménagement et de mise en valeur des alignements et monuments mégalithiques de Carnac et de ses environs.

## Publications

### Livres
- Charles-Tanguy Le Roux, Gavrinis et les îles du Morbihan Les mégalithes du golfe, Guides archéologiques de la France, no 6, Imprimerie Nationale, Paris, 1985, 96 pages,  (ISBN 2-1108-0856-X) et ISSN 0758-962X
- Charles-Tanguy Le Roux, Gavrinis, Édité par Gisserot, 2001
- Serge Cassen, Gérard Bailloud, Christoine Boujot, Charles-Tanguy Le Roux, Carnac : Les premières architectures de pierre, Coll. Patrimoine au présent, 1995,  (ISBN 2-271-05284-X) (BNF 36684122)
- Charles-Tanguy Le Roux, Carnac, Locmariaquer et Gavrinis, photogr., Yvon Boëlle, Éd. Ouest-France, Rennes, 2001,  (ISBN 2-7373-2859-4)
- Charles-Tanguy Le Roux, Le Cairn de Barnenez, Éd. du Patrimoine, collection Itineraire du Patrimoine, mai 2003, 47 pages,  (ISBN 2-8582-2671-7)
- Charles-Tanguy Le Roux, L'outillage de pierre polie en métadolérite du type A : les ateliers de Plussulien, Côtes-d'Armor : production et diffusion au Néolithique dans la France de l'Ouest et au-delà. Rennes, Université de Rennes, 1999, 244 p.
- Luc Laporte, Charles-Tanguy Le Roux, Bâtisseurs du Néolithique : Mégalithismes de l'Ouest en France, 128 pages, Éd. La Maison Des Roches, Coll. Terres mégalithiques, 2004,  (ISBN 2-9126-9122-2)
- Colette Saujot, Charles-Tanguy Le Roux, Le droit français de l'archéologie, 381 pages, Éd. Cujas, Paris, 2004,  (ISBN 2-2540-4001-4)
- Charles-Tanguy Le Roux, Éric Gaumé, Yannick Lecerf, Jean-Yves Tinevez, Monuments mégalithiques à Locmariaquer (Morbihan) : Le long tumulus d'Er Grah dans son environnement, CNRS éditions, 2007,  (ISBN 2-2710-6490-2)

### Articles
- Charles-Tanguy Le Roux, La Pétro-archéologie des haches polies armoricaines, 40 ans après, Revue archéologique de l'Ouest, La Bretagne et l'Europe préhistoriques, mémoire en hommage à Pierre-Roland Giot, p. 345-353.
- Guy Jouve, Charles-Tanguy Le Roux, Yannick Lecerf, Les Tombelles de la Bezinais en Trebry (Côtes-du-Nord), Annales de Bretagne et des Pays de l'Ouest, 79, 1, 1972, p. 87-98
- Jean L'Helgouach, Charles-Tanguy Le Roux, La Sépulture mégalithique à entrée latérale du Champ-Grosset en Quessoy (Côtes-du-Nord), Annales de Bretagne et des Pays de l'Ouest, 72, 1, 1965, p. 5-31
- Jean L'Helgouach, Charles-Tanguy Le Roux, Le Cairn mégalithique avec sépultures à chambres compartimentées de Kerleven, commune de La Forêt-Fouesnant (Finistère), Annales de Bretagne et des Pays de l'Ouest, 74, 1, 1967, p. 7-52
- Jacques Briard, Charles-Tanguy Le Roux, Dépôts de l'Age du Bronze inédits ou mal connus du Finistère, Annales de Bretagne et des Pays de l'Ouest
- Jacques Briard, Charles-Tanguy Le Roux, Y. Onnée Les Dépôts de Planguenoual et le Bronze Final des Côtes-du-Nord, Annales de Bretagne et des Pays de l'Ouest
- Pierre-Roland Giot, Charles-Tanguy Le Roux, Tombes en coffres de l'Age du Bronze à Locquirec (Finistère) et Plestin-les-Grèves (Côtes-du-Nord), Annales de Bretagne et des Pays de l'Ouest, 71, 1, 1964, p. 23-33
- Pierre-Roland Giot, Charles-Tanguy Le Roux, Tombes en coffres de l'Age du Bronze à Locquirec (Finistère) et Plestin-les-Grèves (Côtes-du-Nord), Annales de Bretagne et des Pays de l'Ouest,
- Pierre-Roland Giot, Charles-Tanguy Le Roux, Fouille d'un souterrain de l'Age du Fer à Pendreff, en Commana (Finistère), Annales de Bretagne et des Pays de l'Ouest, 72, 1, 1965, p. 95-113
- Pierre-Roland Giot, Pierre-Louis Gouletquer, Charles-Tanguy Le Roux, Fouille d'un souterrain de l'Age du Fer à Bellevue, en Plouégat-Moysan (Finistère), Annales de Bretagne et des Pays de l'Ouest, 72, 1, 1965, p. 115-132
- Pierre-Roland Giot, Charles-Tanguy Le Roux, Le Souterrain de l'Age du Fer de Keravel en Plouguerneau (Finistère), Annales de Bretagne et des Pays de l'Ouest, 78, 1, 1971, p. 139-147
- F. Le Provost, Charles-Tanguy Le Roux, Le Souterrain de Danouet-Vihan en Pleumerit-Quintin (Côtes-du-Nord), Annales de Bretagne et des Pays de l'Ouest, 74, 1, 1967, p. 121-125
- Charles-Tanguy Le Roux, Deux cimetières à incinérations armoricains du versant septentrional, Annales de Bretagne et des Pays de l'Ouest, 71, 1, 1964, p. 35-49
- Charles-Tanguy Le Roux, Fouille d'un tumulus de l'Age du Bronze à Kerhuel en Saint-Evarzec (Finistère), Annales de Bretagne et des Pays de l'Ouest, 73, 1, 1966, p. 13-31
- Charles-Tanguy Le Roux, Le Tumulus de l'Age du Bronze du Hellen en Cléder (Finistère), Annales de Bretagne et des Pays de l'Ouest, 73, 1, 1966, p. 32-37
- Charles-Tanguy Le Roux, Le Souterrain de l'Age du Fer de Stang-Vihan en Concarneau (Finistère), Annales de Bretagne et des Pays de l'Ouest, 74, 1, 1967, p. 127-145
- Charles-Tanguy Le Roux, Le Tumulus de l'Age du Bronze de Saint-André, en Ergué-Gabéric (Finistère), Annales de Bretagne et des Pays de l'Ouest, 76, 1, 1969, p. 7-20
- Charles-Tanguy Le Roux, Le Souterrain de l'Age du Fer de Kervignac en Plussulien (Côtes-du-Nord), Annales de Bretagne et des Pays de l'Ouest, 76, 1, 1969, p. 85-96
- Charles-Tanguy Le Roux, Yannick Lecerf, Découverte d'anneaux-disques à Gévezé (Ille-et-Vilaine), Annales de Bretagne et des Pays de l'Ouest, 78, 1, 1971, p. 13-23
- Charles-Tanguy Le Roux, Une Tombe sous dalle à cupules à Saint-Ouarno, en Langoëlan (Morbihan), Annales de Bretagne et des Pays de l'Ouest, 78, 1, 1971, p. 37-45
- Charles-Tanguy Le Roux, Yannick Lecerf, Fouille d'un souterrain de l'Age du Bronze à Kermoysan en Plabennec (Finistère), Annales de Bretagne et des Pays de l'Ouest, 78, 1, 1971, p. 161-167
- Charles-Tanguy Le Roux, Les Sépultures de l'Age du Bronze de Pendreo, en Lennon et de Roz-ar-Challez, en Pleyben, Annales de Bretagne et des Pays de l'Ouest, 79, 1, 1972, p. 73-85
- Charles-Tanguy Le Roux, Deux nouvelles tombes de l'Age du Bronze à Quéménéven (Finistère) et Melrand (Morbihan), Annales de Bretagne et des Pays de l'Ouest, 80, 1, 1973, p. 7-20
- Charles-Tanguy Le Roux, Une Sépulture à incinération de l'Age du Fer à Kergoglé en Plovan (Finistère), Annales de Bretagne et des Pays de l'Ouest, 80, 1, 1973, p. 71-78
- Charles-Tanguy Le Roux, Yannick Lecerf, Le Souterrain de l'Age du Fer de la Motte en Sizun (Finistère), Annales de Bretagne et des Pays de l'Ouest, 80, 1, 1973, p. 79-87
- Charles-Tanguy Le Roux, Yannick Lecerf, La Céramique du souterrain de l'Age du Fer de Kermoysan en Plabennec (Finistère), Annales de Bretagne et des Pays de l'Ouest
- Charles-Tanguy Le Roux, Yannick Lecerf, Pierre-Roland Giot (collab.), « Le cairn de Ty-Floc'h à Saint-Thois (fouilles de 1978-1979) », Quimper, Bulletin de la Société archéologique du Finistère, vol. 108, 1980, p. 27-49.
- Charles-Tanguy Le Roux, « Deux grands cairns circulaires : Ty-Floc'h à Saint-Thois (Finistère) et Gavrinis à Larmor-Baden (Morbihan) », Paris, Bulletin de la Société préhistorique française : comptes rendus des séances mensuelles, vol. 78, no 4, 1981, p. 100 et 101.